# Daryl Sherman
Daryl Sherman (* 14. Juni 1949 in Woonsocket, Rhode Island) ist eine amerikanische Jazzmusikerin (Piano, Gesang).

## Leben und Wirken
Sherman wuchs als Tochter des Posaunisten Sammy Sherman (1914–2003) im Umfeld des Jazz auf; schon als Kind wurde sie von ihrem Vater oft zu Jam-Sessions mitgenommen. Als sie sechs Jahre alt war, begann sie mit dem Klavierspielen, wobei sie zunächst von ihrem Vater unterrichtet wurde. Ab dem Alter von zwölf Jahren trat sie gelegentlich bei seinen Auftritten auf. Im College erhielt sie formellen Klavierunterricht. 1971 schloss sie ihr Hispanistik-Studium an der University of Rhode Island ab. Nach ihrem Umzug nach New York im Jahr 1974 unterstützten sie erfahrene Kollegen wie Dave McKenna, Sylvia Syms, Milt Hinton, Dick Sudhalter, Red Norvo, Ruby Braff und Dick Hyman dabei, sich als Sängerin und Pianistin in der Szene zu etablieren.
Sherman trat zunächst in New Yorker Lokalen wie Jilly’s und Michael’s Pub auf und wurde bald als Interpretin klassischer Stücke bekannt. 1983 legte sie ihr Debütalbum I’m a Dreamer, Aren’t We All (im Trio mit Mike Renzi und Dave McKenna) vor, der weitere Alben unter eigenem Namen folgten. Als Artie Shaw nach seiner Pensionierung eine neue, von Dick Johnson geleitete Band gründete, war Sherman seine Wunschsängerin. Sie spielte 14 Jahre lang im Waldorf-Astoria. Dreimal war sie zu Gast in Marian McPartlands NPR Piano Jazz und trat beim JVC Jazz Festival und beim Newport Jazz Festival ebenso auf wie beim Satchmo Summerfest in New Orleans. Sie tourte mehrfach in Japan und in Großbritannien, wo sie auch bei Tribute-Programmen der BBC für Artie Shaw und Johnny Mercer mitwirkte.
Sherman arbeitete mit Bucky & John Pizzarelli, Houston Person, Warren Vaché, Bob Dorough, Wycliffe Gordon, Jay Leonhart, Boots Maleson, James Chirillo, Howard Alden, Joe Temperley, Ken Peplowski, Dave Green, Alan Barnes, Digby Fairweather, Andrew Cleyndert und Yoshio Toyama. Weiterhin sang sie mit der WDR Big Band, dem American Jazz Orchestra, dem Lincoln Center Jazz Orchestra mit Wynton Marsalis und mit Vince Giordanos Nighthawks (in der Show Park Avenue Whirl). 2004 spielte sie im Duo mit ihrem Vater auf dessen Album A Jazz Original Live at Chan’s.